# Rejon krzyczewski
Rejon krzyczewski (biał. Крычаўскі раён) – rejon we wschodniej Białorusi, w obwodzie mohylewskim. Leży na terenie dawnego powiatu czerykowskiego.